# Minh Tư Tông
Minh Tư Tông (chữ Hán: 明思宗; 6 tháng 2 năm 1611 - 25 tháng 4 năm 1644) tức Sùng Trinh Đế (崇禎帝), là vị hoàng đế cuối cùng của triều đại nhà Minh và cũng là vị hoàng đế người Hán cuối cùng cai trị toàn bộ Trung Quốc trước khi triều đình rơi vào tay nhà Thanh của người Mãn Châu. Các sử gia Trung Hoa còn dùng miếu hiệu Nghị Tông (毅宗), hoặc Uy Tông (威宗) để gọi ông. Ông được nhà Nam Minh truy thụy là Thiệu Thiên Dịch Đạo Cương Minh Khác Kiệm Quỹ Văn Phấn Võ Đôn Nhân Mậu Hiếu Liệt Hoàng đế (紹天繹道剛明恪儉揆文奮武敦仁懋孝烈皇帝). Nhà Thanh tiến vào Trung nguyên truy đặt miếu hiệu cho ông là Hoài Tông Trang Liệt Hoàng đế, thụy hiệu là Khâm Thiên Thủ Đạo Mẫn Nghị Đôn Kiệm Hoằng Văn Tương Vũ Thê Nhân Trí Hiếu Đoan Hoàng đế (欽天守道敏毅敦儉弘文襄武體仁致孝端皇帝).

## Thời trẻ
Chu Do Kiểm là con thứ năm của Minh Quang Tông Chu Thường Lạc và là em cùng cha khác mẹ của Minh Hy Tông Chu Do Hiệu. Ông sinh ngày 24 tháng 12 âm lịch năm Vạn Lịch thứ 38, theo dương lịch là đầu năm 1611. Mẹ ông là Lưu thị không được vua cha sủng ái. Năm 1614 khi ông lên 4 tuổi thì mẹ ông qua đời, ông được giao cho Lý Trang Phi (còn được gọi là Đông Lý, để phân biệt với Lý Tuyển Thị của Hy Tông) dạy dỗ.
Năm 1622 lúc 11 tuổi, Chu Do Kiểm được phong làm Tín vương, ở cung Huân Cần. Lúc này ông mới biết ngôi mộ mẹ mình chôn ở Sơn Tây.
Năm 1627, vua anh Minh Hy Tông lâm bệnh nặng. Hy Tông chết sớm lại có rất ít con trai nhưng cũng đều qua đời khi còn rất nhỏ, vì vậy lúc lâm chung đã di chiếu cho Chu Do Kiểm lên kế vị.
Hai ngày sau khi vua anh qua đời, Chu Do Kiểm lên nối ngôi ở điện Trung Cực, tức là Minh Tư Tông. Ông đổi niên hiệu là Sùng Trinh.

## Đăng cơ đế vị
Nhà Minh đã sa sút từ thời ông nội Sùng Trinh là Minh Thần Tông. Từ thời Hy Tông, quyền hành trong triều đã lọt vào tay hoạn quan Ngụy Trung Hiền - đứng đầu Đông xưởng. Trung Hiền câu kết với nhũ mẫu của Hy Tông là Khách thị lũng đoạn triều chính.
Minh Tư Tông vừa lên ngôi, trong nội bộ thế lực Ngụy Trung Hiền có rạn nứt. Ngự sử Dương Duy Hoàn có thù với Thôi Trình Tú là người cầm đầu quân sĩ dưới quyền Trung Hiền, bèn tố cáo Trình Tú. Vua Sùng Trinh bèn cách chức Thôi Trình Tú đuổi về quê.
Tiếp sau đó có thư tố cáo 10 tội trạng của Ngụy Trung Hiền như dám sánh ngang với hoàng đế, mưu hại hoàng hậu và tự luyện quân trong cung… Sùng Trinh lập tức triệu Ngụy Trung Hiền vào cung. Trung Hiền sợ hãi sai bèn mang của quý biếu Từ Ứng Nguyên là người từng hầu hạ Sùng Trinh khi làm Tín vương.
Nhờ sự biện bạch của Ứng Nguyên, Sùng Trinh giảm tội cho Trung Hiền, hạ lệnh đi Phượng Dương trông coi mộ tổ vua nhà Minh. Trung Hiền lên đường mang theo các tùy tùng. Sùng Trinh sợ Trung Hiền mang theo nhiều người sẽ làm loạn, bèn sai Cẩm y vệ đuổi theo bắt lại. Trung Hiền đi đến Phụ Thành, được tin bị truy đuổi, biết không thoát nên thắt cổ tự vẫn.
Sau khi Ngụy Trung Hiền chết, Sùng Trinh sai người đến bắt Khách thị, bắt giết hết gia quyến họ Ngụy và họ Khách. Những người cùng cánh với Ngụy, Khách cũng bị xử tội như Ngụy Lương Phụ, Thôi Trình Tú, Lưu Chí Viễn, Ngụy Quảng Vi, Lý Thực, Cố Bình Nghiêm… Ngụy Trung Hiền đã chết vẫn bị mang phanh thây xé xác vào đầu năm 1628.
Đồng thời, Sùng Trinh còn hạ lệnh dỡ bỏ hết các từ đường do Ngụy Trung Hiền xây dựng ở các địa phương và khôi phục lại danh dự cho đảng Đông Lâm đối địch với họ Ngụy và bị hại trước đây. Việc thanh trừng nhanh chóng phe Ngụy, Khách của vua Sùng Trinh khiến nhiều người khâm phục.

## Chính sách đối nội

Minh Tư Tông Sùng Trinh hoàng đế Chu Do Kiểm

Để khắc phục những tệ nạn xảy ra từ các đời vua trước, Minh Tư Tông có ý định thực hiện cải cách, quy hoạch nhân sự mới, đốc thúc bộ máy vận hành. Ông chăm chú việc triều chính, thức khuya dậy sớm, tự mình xem văn bản vì sợ các quan lại sao nhãng không tâu báo hết. Tuy nhiên, việc thực thi chính sách của Sùng Trinh không mang lại hiệu quả.
Để xây dựng đội ngũ nhân sự mới, Sùng Trinh không tự mình lựa chọn bổ nhiệm đại thần, cũng không nghe theo sự tiến cử của mọi người mà dùng cách bốc thăm: Ông tập hợp bá quan vào cung Càn Thanh, sai ghi họ tên từng người bỏ vào trong bình vàng, rồi vái lạy trời xanh phù hộ và dùng đũa gắp thăm. Kết quả lần đó Tiền Long Tích, Lý Tiêu, Lại Tông Đạo, Dương Cảnh Thìn, Chu Đạo Đăng, Lưu Hồng Huấn trúng thăm và được cất nhắc.
Tuy nhiên, những người này đều vốn có quan hệ rất sâu với cánh Ngụy Trung Hiền trước đây nên ý tưởng rất khác với Minh Tư Tông. Điều đó khiến Tư Tông không bằng lòng và bãi chức họ, rồi bổ nhiệm những người trong đảng Đông Lâm đối nghịch Đông Xưởng như Hàn Khoáng, Thành Cơ Mệnh, Chu Diên Nho, Hà Như Sủng, Tiền Tượng Khôn... Nhưng sang năm 1630 những người này đều bị bãi chức nốt vì vụ án Viên Sùng Hoán.
Tuy vừa thanh trừng hoạn quan Ngụy Trung Hiền nhưng chỉ 1 năm sau Sùng Trinh lại lập tức trọng dụng lực lượng hoạn quan khác trong triều mà không có bố trí nhân sự xứng đáng.
Việc sử dụng hoạn quan ngày càng có quy mô lớn. Tới tháng 4 năm 1631, Sùng Trinh khôi phục lại chế độ giám quân do các thái giám đảm nhiệm, ở biên giới gọi là giám thị, trong các trấn nội địa thì gọi là giám quân. Các thái giám này có quyền hành rất lớn, được tham gia việc quân và được Sùng Trinh sử dụng làm mật thám trong quân đội.
Không chỉ khống chế quân sự, hoạn quan còn được trọng dụng vào việc kinh tế của đất nước. Hoạn quan Trương Di Hiến được giám sát việc chi thu của Bộ Công và Bộ Hộ, có đặc quyền ngang với Tổng đốc, được xây riêng nha môn gọi là Tổng lý Hộ Công, đứng trên 2 vị Thượng thư 2 bộ này.
Các quan lại trong triều đều bị hoạn quan theo dõi dò xét. Việc trọng dụng hoạn quan của Sùng Trinh bị một số đại thần như Cao Biêu, Ngụy Trình Nhuận, Cao Hoằng Đỗ phản đối, nhưng Sùng Trinh không nghe theo và cách chức những người phản đối. Đông Xưởng lại khôi phục quyền lực như khi Ngụy Trung Hiền còn sống. Năm 1640 Sùng Trinh nghe theo lời gièm của Đông Xưởng giết chết Thượng thư Bộ Hộ là Tôn Cư Tương.
Nhà Minh từ thời Minh Thần Tông đã có nhiều biểu hiện suy yếu. Các quý tộc, đại thần cùng nhau tích trữ của cải làm giàu, bóc lột dân chúng, Sùng Trinh không có biện pháp nào cải thiện được. Chi dùng của hoàng gia mỗi năm là hơn 1 triệu lạng bạc trắng. Thuế thu ngày càng cao khiến nhân dân cơ cực, nhiều nơi bị đói kém, phải tha hương, ăn thịt lẫn nhau. Quan lại địa phương không có cách cứu tế lại tăng cường trưng thu thuế khiến dân chúng không chịu nổi, nhiều nơi nổi dậy chống triều đình.
Sùng Trinh đứng trước tình hình đó không ra biện pháp khắc phục. Trước những đề nghị tiếp tế cho những nơi bị đói, Sùng Trinh thẳng thừng từ chối.
Sau đó ông lại ra lệnh bỏ các dịch trạm, mà người làm việc ở đây vốn là những sĩ tốt lương bổng thấp và nông dân nghèo. Các trạm dịch bị giải thể khiến hàng vạn dịch tốt không còn đường sống, cũng nổi dậy chống triều đình khiến phong trào nông dân ngày càng mạnh.
Để trấn áp các cuộc khởi nghĩa, Sùng Trinh cần có tiền, do đó lại ra lệnh tăng thêm thuế. Tháng 12 năm 1629, lệnh tăng thêm mỗi mẫu 3 li, ban đầu công bố chỉ thực hiện trong 1 năm nhưng sau đó lại cho thực hiện dài hạn, thu được thêm 2,8 triệu lượng. Sang năm 1639 tăng thuế lần thứ 2 thu được 16,7 triệu lượng, tới năm 1640 lại tăng lần thứ 3 thu được 16,9 triệu lượng.
Từ khi lên ngôi, Minh Tư Tông luôn tự nhận mình nghèo nhưng trong kho tàng riêng (nội noa) của ông luôn chứa số lượng lớn vàng bạc châu báu. Sự tham lam của Sùng Trinh và các vương hầu được các sử gia đánh giá là "xem tiền tài hơn mạng sống".

## Nội ưu ngoại hoạn

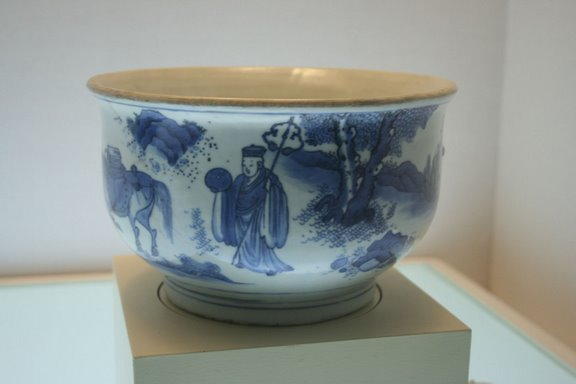
Một bát sứ thời Sùng Trinh nhà Minh

Khi Sùng Trinh tại vị phải đối phó với 2 nguy cơ lớn về quân sự: sự uy hiếp của chính quyền Hậu Kim của người Nữ Chân nổi lên từ thời Minh Thần Tông và các cuộc nổi dậy của nông dân như Bạch Thủy, Vương Nhị, Cao Nghênh Tường, Lý Tự Thành, Trương Hiến Trung… Nguyên do các cuộc khởi nghĩa nông dân vì đời sống khổ cực, mất mùa đói kém.
Ở phía Tây Bắc, Sùng Trinh theo đề nghị của Vương Tượng Cán thường dùng biện pháp vỗ về, lấy của cải tặng các bộ tộc này để giữ yên vùng biên giới.
Đối với các cuộc khởi binh của nông dân, Sùng Trinh theo kế của Dương Hạc, sai đi phát chẩn lương thực và phủ dụ. Tại vùng Thiểm Tây, Dương Hạc phủ dụ được Thần Nhất Khôi. Nhưng các lực lượng nổi dậy sau đó vẫn không dẹp yên được hoàn toàn mà vẫn chống đối triều đình.
Vì vậy sang năm 1630 Sùng Trinh thấy biện pháp này không hiệu quả bèn cách chức Dương Hạc, sai Hồng Thừa Trù làm tổng đốc quân sự Tam Biên, thống lĩnh các tướng tại đây. Sau chiến thắng ở Tây Hào, Hồng Thừa Trù cơ bản dẹp yên được vùng Thiểm Tây.
Để chống lại quân Hậu Kim đang nổi lên ở phía đông bắc, Sùng Trinh cho trọng dụng lại Viên Sùng Hoán, vốn là đại tướng bị Hy Tông xử phạt. Viên Sùng Hoán được phong làm Thượng thư Bộ Binh, tổng đốc Liêu Đông trấn thủ Sơn Hải quan đánh bại nhiều cuộc tấn công của quân Hậu Kim. Nỗ Nhĩ Cáp Xích không thể tiến vào trung nguyên được, bị trúng đạn của Viên Sùng Hoán, không lâu sau qua đời, con là Hoàng Thái Cực lên thay, tiếp tục cuộc nam chinh.
Trong lúc đó, những người cùng cánh cũ của Ngụy Trung Hiền vu oan Sùng Hoán có ý định làm phản hàng địch khiến Sùng Trinh nghi ngờ.
Năm 1630, Hoàng Thái Cực sau nhiều lần tấn công không được, phải tránh Viên Sùng Hoán, mang 10 vạn quân không đi qua Cẩm châu, Ninh Viễn và Sơn Hải quan mà vòng qua đường Mông Cổ tiến vào Trường Thành, đánh chiếm Tuân Hóa. Viên Sùng Hoán nghe tin vội mang quân về bảo vệ kinh thành, kịp thời tới Thông châu trước quân Hậu Kim, đánh lui Hậu Kim ở Quảng Cừ Môn.
Hoàng Thái Cực thấy Viên Sùng Hoán bất ngờ xuất hiện ở Thông châu rất kinh ngạc, bèn dùng kế phản gián, phao tin Sùng Hoán thả lỏng khiến quân Hậu Kim mới tiến được tới Bắc Kinh và mình đã hẹn với Viên Sùng Hoán kết liên minh dưới chân thành. Hoàng Thái Cực cố ý nói lộ việc này ra ngoài, rồi thả cho một tù binh là hoạn quan họ Dương trốn thoát về. Viên hoạn quan trở về liền báo cho Sùng Trinh biết. Hoàng Thái Cực còn cho viết văn bản mật ước rải ra ngoài thành Bắc Kinh.
Sùng Trinh nghe tin cho là thật, bèn hạ lệnh cho Cẩm Y vệ bắt ngay Viên Sùng Hoán giam vào ngục. Sau đó Viên Sùng Hoán bị xử lăng trì tại cầu Cam Thạch. Những người can ngăn đều bị giáng chức. Cái chết của Viên Sùng Hoán khiến cho quân Hậu Kim từ lúc đó ngày càng chiếm thế chủ động chiến trường.
Năm 1637, Hùng Văn Xán được phong làm Thượng thư Bộ Binh kiêm Hữu phó đô ngự sử, tổng đốc Hà Nam, Sơn Tây, Hồ Quảng, Tứ Xuyên đi trấn áp cuộc khởi nghĩa của Trương Hiến Trung. Hùng Văn Xán có 10 vạn quân, khí thế mạnh mẽ, bao vây nhiều lớp khiến Trương Hiến Trung không chống nổi, phải dâng thư về triều xin đầu hàng.
Sùng Trinh chấp nhận cho Trương Hiến Trung đầu hàng. Hiến Trung mang vài vạn hàng binh đóng ở Bạch Sa châu, cách Cốc Thành (Hồ Bắc) 15 dặm dựng nhà làm ruộng. Nhiều đại thần nghi ngờ Hiến Trung không thực lòng đầu hàng, đề nghị nên phân tán quân sĩ của Hiến Trung đi, nhưng Sùng Trinh không tán thành.
Sang năm 1639, Trương Hiến Trung lại khởi binh phản lại triều đình. Sùng Trinh không nhận lỗi do mình thả lỏng Hiến Trung mà quy lỗi cho Hùng Văn Xán tiếp nhận cho Hiến Trung đầu hàng, sai bắt Văn Xán bỏ ngục rồi sau đó tử hình.
Sau khi Viên Sùng Hoán bị giết, quân Hậu Kim ngày càng chiếm ưu thế. Năm 1636, Hoàng Thái Cực đổi tên nước là Thanh, liên tiếp uy hiếp biên giới nhà Minh.
Năm 1642, Sùng Trinh sai Hồng Thừa Trù mang 10 vạn quân ra giúp Tổ Đại Thọ chống quân Thanh. Hai tướng ngăn chặn đánh lui được Hoàng Thái Cực. Nhưng sau đó Sùng Trinh lại nghe theo Phương Nhược Kỳ cho rằng quân Thanh yếu ớt phải xuất kích tiêu diệt, vì vậy bắt các tướng phải tổ chức tiến công quân Thanh, không được phòng thủ. Kết quả quân Minh đại bại, bị tiêu diệt hoàn toàn, cả Tổ Đại Thọ và Hồng Thừa Trù đều bị bắt. Sùng Trinh ban đầu cho rằng Hồng Thừa Trù tử trận vì nước nên sai làm nghi lễ, sau mới biết tin Thừa Trù hàng Thanh mới hủy bỏ việc này.
Từ đó nhà Minh không còn đủ thực lực chống quân Thanh phía đông bắc nữa. Hoàng Thái Cực mang quân bao vây Ninh Viễn. Lo lắng về tình hình đông bắc, Minh Tư Tông quyết định nghị hòa với Hoàng Thái Cực. Ông nghe theo Dương Tự Xương bí mật sai Trần Tân Giáp đi thương lượng và lệnh cho Tân Giáp giữ kín nội dung nghị hòa vì sợ mất uy thế của "thiên triều" đối với ngoại tộc, không muốn công khai với mọi người về việc triều Minh phải đứng ngang hàng với Mãn Thanh trong hòa đàm.
Trần Tân Giáp sai Mã Thiệu Du sang trại Hoàng Thái Cực thương lượng. Bàn bạc xong, Mã Thiệu Du viết nội dung vào văn bản trình Trần Tân Giáp. Tân Giáp xem xong để trên kỷ. Gia nhân tưởng là văn bản đê điều hàng ngày bèn mang đi sao chép thành nhiều bản. Chỉ qua mấy hôm, nội dung nghị hòa đã loan khắp kinh thành, Trần Tân Giáp bị chỉ trích dữ dội.
Sùng Trinh nghe tin bèn bắt Trần Tân Giáp trách cứ về tội dám tự nghị hòa với Hậu Kim. Tân Giáp không nhận tội vì làm theo lệnh của vua. Sùng Trinh nhất định hạ lệnh xử tử Tân Giáp để bịt đầu mối, bất chấp nhiều lời can ngăn.
Thượng thư Bộ Lại là Tạ Thăng biết chân tướng sự việc bèn nói cho mọi người biết việc nghị hòa do bản ý của Sùng Trinh. Sùng Trinh vì mất thể diện bèn cách chức Tạ Thăng.

## Nước mất thân vong

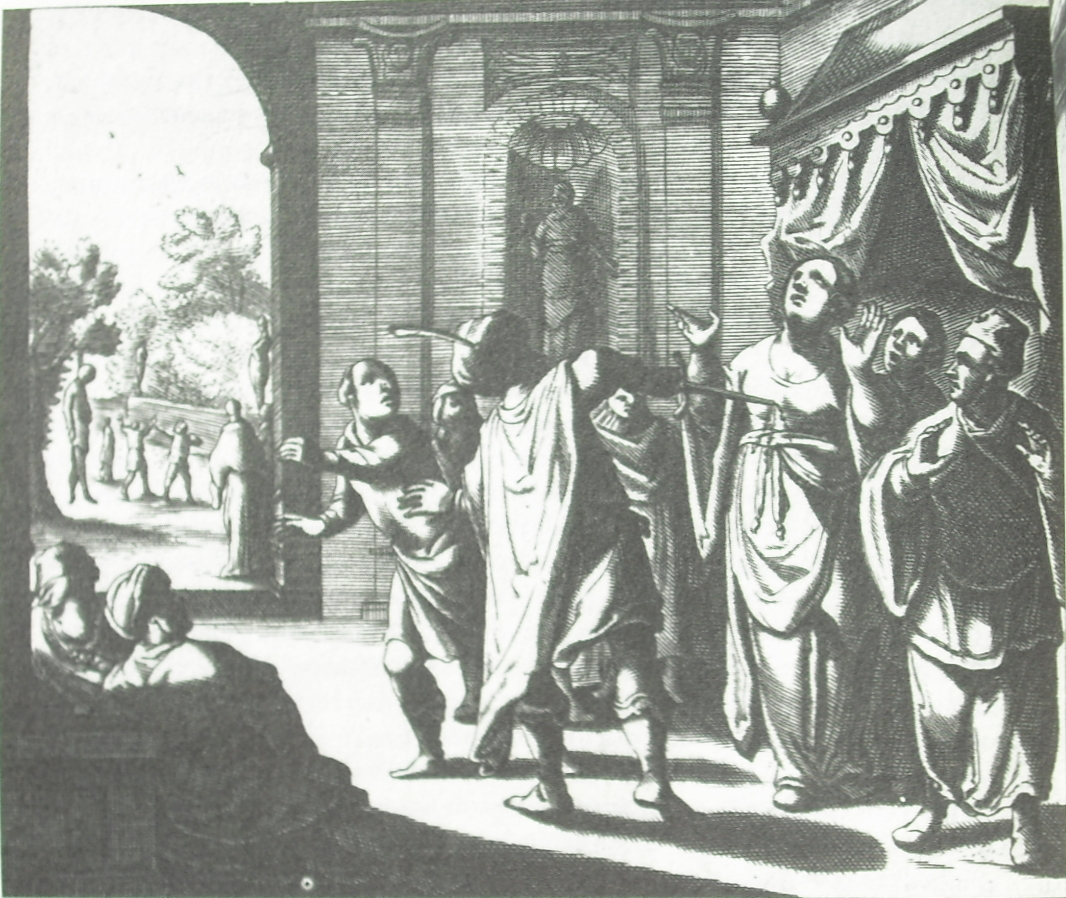
Hoàng đế Sùng Trinh giết một trong những cô con gái của mình ', được miêu tả bởi Martino Martini trong De Bello Tartarico Historia (1655)

Trong lúc đó tình hình triều Minh ngày càng nghiêm trọng. Phía đông bắc quân Thanh uy hiếp nặng nề, bên trong quân khởi nghĩa Lý Tự Thành và Trương Hiến Trung ngày càng lớn mạnh. Lý Tự Thành nêu cao khẩu hiệu "chia ruộng đất cho dân cày, miễn nộp lương thực", "không đi phu" khiến dân chúng nhiều nơi hưởng ứng. Năm 1641, Lý Tự Thành đánh chiếm Lạc Dương, phát triển lực lượng lên hàng triệu người, còn Trương Hiến Trung cũng đánh chiếm Hán Dương, Vũ Xương, Nhạc châu, Trường Sa, Bảo Khánh….
Tháng 8 năm 1643, Minh Tư Tông cử Tôn Truyền Đình làm Binh bộ Thượng thư mang 10 vạn quân ra dẹp quân nổi dậy. Tôn Truyền Đình đánh từ Đồng Quan, còn Tả Lương Ngọc mang quân Hà Nam, Tứ Xuyên cùng tiến. Lý Tự Thành tập trung quân tinh nhuệ ở Hồ Quảng tới Hà Nam, dụ Tôn Truyền Đình vào sâu và đánh cho đại bại. Truyền Đình hi sinh, năm ấy ông 50 tuổi. Nhiều trấn đầu hàng Lý Tự Thành.
Đầu năm 1644, Sấm vương Lý Tự Thành tự xưng là hoàng đế, đặt tên nước là Đại Thuận và chia quân làm 2 đường tiến đánh Bắc Kinh. Lý Tự Thành viết thư cho Sùng Trinh, ra tối hậu thư tới ngày 15 tháng 3 phải đầu hàng; đồng thời viết thông báo đi các nơi công bố tội trạng của vua quan nhà Minh.
Sùng Trinh muốn điều động Ngô Tam Quế về cứu viện, nhưng Tam Quế bị mắc ở biên cương không thể quay về, do đó Sùng Trinh thôi ý định triệu hồi Tam Quế. Ông sai thái giám tới đôn đốc phòng thủ Sơn Hải Quan, Đức châu, Tô châu, Thiên Tân, Lâm Thanh…
Nhưng tin thất trận liên tiếp báo về. Sang tháng 3 âm lịch, Lý Tự Thành bắt sống Tấn vương Chu Cầu Quế, còn Tuần phủ Sái Mậu Đức tự vẫn; Trương Hiến Trung vây hãm Trùng Khánh, giết Đoan vương Chu Thường Hạo và Tuần phủ Trần Sĩ Kỳ. Các trấn Ninh Vũ, Đại Đồng, Bảo Định, Tuyên Phủ đều thất thủ. Tướng Đỗ Huấn từ phủ Đại Danh ra nghênh đón đầu hàng Lý Tự Thành. Minh Tư Tông không tin, cho rằng Đỗ Huấn tử tiết vì nước nên phong cho con em Huấn làm quan.
Lý Kiến Thái nghe tin Tổng đốc Đại Danh là Khương Tương hàng Đại Thuận, bèn viết biểu khẩn cấp gửi về triều, đề nghị Sùng Trinh đưa thái tử Chu Tử Lãng chạy xuống phía nam vì thế quân Đại Thuận rất mạnh không thể chống nổi. Trong triều có những ý kiến tán đồng, nhưng Minh Tư Tông nhất định không nghe theo. Ông họp đại thần và nói rằng:
Không những trẫm là hoàng đế mất nước mà các khanh đều là bề tôi mất nước
Minh Tư Tông còn ra chiếu tự kể tội mình đã mắc sai lầm để ổn định lòng người. Trước tình hình nguy cấp, ông đề nghị các vương hầu đóng góp tiền bạc, lương thảo. Nhiều đại thần đề nghị ông xuất tiền của trong kho (nội noa) ra để cứu vãn tình hình, nhưng Sùng Trinh nhất định không chịu, rồi nhỏ lệ khóc và nói rằng kho đã hết sạch.
Ngày 12 tháng 3, quân Đại Thuận tiến đánh Nam Bình. Tổng binh nhà Minh là Lý Luyện tự vẫn. Quân khởi nghĩa phóng hỏa đốt cháy hưởng điện của 12 lăng nhà Minh. Ngay đêm đó Lý Tự Thành vượt sông Sa Hà tiến thẳng đến Bắc Kinh.
Trong thành, một số thái giám báo tin ra ngoài cho quân Đại Thuận biết và hẹn ngày mở cổng thành. Thái giám Tào Hóa Thuần được sai giữ thành lại cho rằng nếu Ngụy Trung Hiền còn sống có thể đã không xảy ra việc như vậy, Sùng Trinh trong lúc hoảng loạn nghe theo, lại sai người thu thập xác Ngụy Trung Hiền để chôn cất.
Trong kinh thành nháo nhác, tới ngày 16 Sùng Trinh mới biết tin quân địch đã đến. Trưa ngày 16, quân Đại Thuận hoàn tất việc bao vây thành và bắt đầu tấn công. Quân Đại Thuận đánh vào Lư Cầu Kiều và Bình Tắc Môn, Chương Nghĩa Môn. Ba đại doanh đóng bên ngoài bảo vệ cổng thành đều tan vỡ, quân trang và kho thuốc súng đều lọt vào tay quân Đại Thuận.
Quân Minh bị thiếu ăn nhiều ngày đã oán giận, nên lúc đó nhiều người đào ngũ hoặc ngồi yên không chiến đấu. Hoạn quan Đỗ Huấn đã hàng Lý Tự Thành gửi thư dụ hàng nhưng Sùng Trinh không tiếp nhận thư.
Ngày 18 tháng 3, quân Đại Thuận đã đến rất gần, các hoạn quan mà ông trọng dụng lũ lượt ra hàng. Tào Hóa Thuần, Vương Tương Nghiêu, Vương Đức Hóa mang 300 tiểu thái giám ra quy phục Lý Tự Thành. Thành ngoài thất thủ. Một thái giám khác cũng theo lệnh Lý Tự Thành vào thành đề nghị ông nhường ngôi, nhưng ông không chấp nhận.

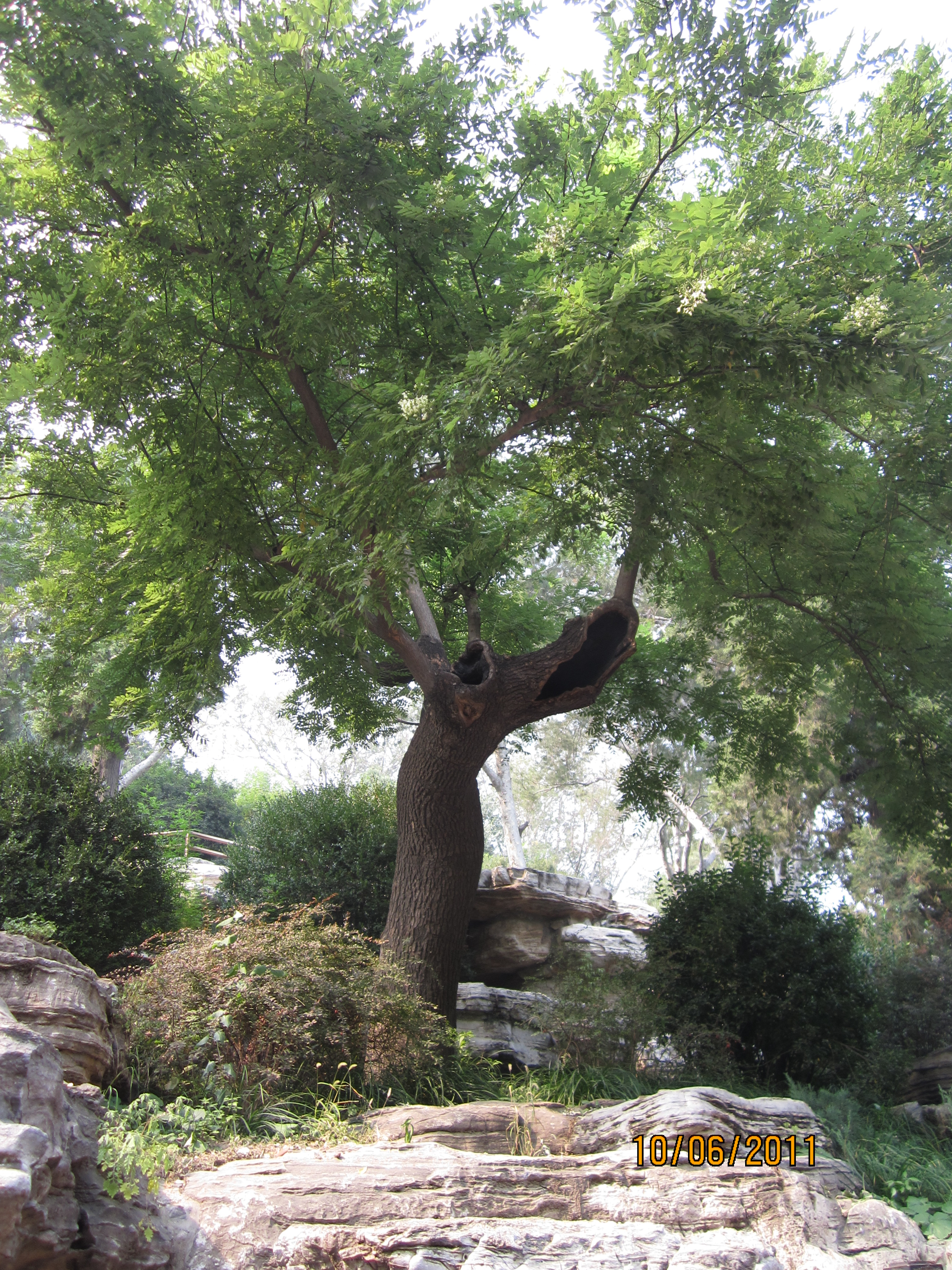
Vị trí mà hoàng đế Sùng Trinh được cho là đã treo cổ tự tử.

Đêm 18, Minh Tư Tông viết lệnh giao việc đốc quân phò tá thái tử cho Chu Thuần Thần, nhưng khi gọi các thái giám mang lệnh đi thì không còn ai.
Sùng Trinh biết cơ nghiệp đã mất, bèn gọi Chu hoàng hậu tới bảo bà rằng "Đại cục đã hỏng, nàng là mẫu nghi thiên hạ, theo lý phải tuẫn quốc". Chu hoàng hậu xúc động trả lời "Thiếp hầu hạ bệ hạ 18 năm, điều gì cũng tuân lệnh, nay chết cùng thiên tử xã tắc, có hận chi đâu!", rồi vào nội thất treo cổ tự vẫn. Sau đó ông bảo Viên quý phi treo cổ tự vẫn, nhưng sợi dây đứt và Viên phi rơi xuống đất. Sùng Trinh liền tự tay chém vào vai Viên phi nhưng vết thương chỉ khiến nàng ngất đi.
Sau đó ông giao thái tử Chu Từ Lãng, Định vương Chu Từ Quýnh và Vĩnh vương Chu Từ Chiếu cho các ngoại thích họ Điền, họ Chu trốn đi và dặn phải mai danh ẩn tích, nếu có cơ hội phải báo thù. Còn lại 2 công chúa Trường Bình và Chiêu Nhân, Sùng Trinh lấy tay áo che và vung kiếm chém, Trường Bình đã lớn, giơ tay lên đỡ, bị chém đứt cánh tay phải lăn ra bất tỉnh. Còn công chúa Chiêu Nhân ít tuổi, bị Sùng Trinh chém chết.
Minh Tư Tông cải trang thành dân thường, dẫn theo hơn 10 nội giám bỏ trốn. Canh 3 đêm đó ra cửa Đông Hoa, tới cửa Tế Bắc thì sợ đến phía nam sẽ bị cản lại, bèn men theo ngõ hẹp vòng ra Tiền Môn, không ra được phải vòng qua An Định môn. Loanh quanh vẫn không ra được bèn trở về cung, đích thân gióng chuông định bàn bạc với các quan, nhưng không còn ai tới ngoài người thái giám trung thành Vương Thừa Ân.
Sáng ngày 19 tháng 3 (tức ngày 25 tháng 4 dương lịch), quân Đại Thuận được các thái giám mở cổng thành ồ ạt tiến vào thành. Sùng Trinh bèn cùng Vương Thừa Ân bỏ chạy, trèo lên núi Vạn Thọ (tức Môi Sơn, nay là Cảnh Sơn), bước tới dưới một gốc cây hòe ở đình Thọ Hoàng, từng là nơi kiểm duyệt nội thao của hoàng đế. Ông cởi bỏ hoàng bào, giận dữ viết lên vạt áo:
| “ | Trẫm đức mỏng phận hèn, bị trời quở phạt, dẫn tới nghịch tặc kéo thẳng vào kinh sư, đều do các bề tôi hại trẫm. Trẫm chết, chẳng còn mặt mũi nào nhìn thấy tổ tông, tự vứt bỏ mũ áo, xõa tóc che mặt, để mặc cho giặc phanh thây, đừng làm hại tới con dân của trẫm. | ” |

Sau đó Minh Tư Tông đi chân đất mặc quần áo nhẹ, xõa tóc che mặt, đứng đối diện với Vương Thừa Ân và treo cổ tự vẫn. Năm đó ông 33 tuổi, tính theo tuổi ta là 35 tuổi. Vương Thừa Ân tận trung treo cổ tự vẫn theo ông ở gốc cây cạnh đó, trên 40 người nữa cũng tự vẫn theo vua.

## An táng
Quân dân Bắc Kinh nghênh đón vua Đại Thuận Lý Tự Thành. Lý Tự Thành tịch thu được từ kho riêng (nội noa) của Sùng Trinh, kiểm được còn 37 triệu lạng bạc, 1,5 triệu lạng vàng chứ không phải đã hết như Sùng Trinh từng tuyên bố.
Lý Tự Thành treo thưởng 1 vạn lạng bạc cho ai tìm được Sùng Trinh. Ngày 21 tháng 3, người ta phát hiện ra vua Sùng Trinh chết đã cứng tại Môi Sơn.
Ngày hôm sau, quân Đại Thuận mang quan tài, dựng thi thể Sùng Trinh và Chu hoàng hậu ra ngoài đặt ở cửa Đông Hoa để bêu trước dân chúng. Các quan lại nhà Minh không ai dám tới nhìn, chỉ có Tương Thành bá Lý Quốc Trinh bôi bùn lên mặt đến trước xác Sùng Trinh mà khóc. Lý Quốc Trinh bị quân Đại Thuận bắt đến nộp cho Lý Tự Thành. Tự Thành dụ hàng, Quốc Trinh ra 3 điều kiện:
1. Không được phá hoại các lăng tẩm vua nhà Minh
2. Dùng nghi lễ Thiên tử mai táng Sùng Trinh
3. Không làm hại Thái tử và Vĩnh vương, Định vương

Lý Tự Thành chấp nhận cả ba điều kiện. Nhưng lúc đó lăng mộ Sùng Trinh vẫn chưa khởi công, vì vậy Lý Tự Thành quyết định mang Sùng Trinh và Chu Hoàng hậu chôn vào khu mộ của Điền quý phi, người vợ thứ của ông đã qua đời năm 1642, táng ở huyện Xương Bình.
Sau này, khi nhà Thanh tiến vào Trung Nguyên, để lấy lòng người Hán, đã xây dựng kiến trúc trên phần mộ Điền quý phi, nâng cấp lên thành quy mô to lớn, đặt tên là Tư lăng. Ngoài ra, để biểu dương lòng trung nghĩa của Vương Thừa Ân (quan thái giám hầu cận đã tự vẫn cùng Sùng Trinh), hoàng đế Thuận Trị đã cho mai táng ông ngay tại lối vào Tư lăng để ông được mãi mãi yên nghỉ bên chủ nhân.

## Thụy hiệu, miếu hiệu
Ngày 6 tháng 5 âm lịch năm Sùng Trinh thứ 17 (Thanh Thuận Trị nguyên niên), Duệ Thân vương Đa Nhĩ Cổn lấy cựu thần nhà Minh Lý Minh Duệ làm Lễ bộ Thị lang, phụ trách việc tế táng cho Đại hành Hoàng đế, ban đầu đặt thụy hiệu là Khâm Thiên Thủ Đạo Mẫn Nghị Đôn Kiệm Hoằng Văn Tương Vũ Thể Nhân Trí Hiếu Đoan Hoàng đế (欽天守道敏毅敦儉弘文襄武體仁致孝端皇帝), miếu hiệu là Hoài Tông (懷宗) .
Hoằng Quang Đế nhà Nam Minh đặt thụy hiệu là Thiệu Thiên Dịch Đạo Cương Minh Khác Kiệm Quỹ Văn Phấn Vũ Đôn Nhân Mậu Hiếu Liệt Hoàng đế (紹天繹道剛明恪儉揆文奮武敦仁懋孝烈皇帝), miếu hiệu là Tư Tông (思宗). Tháng 2 Hoằng Quang nguyên niên, cải miếu hiệu thành Nghị Tông (毅宗) . Đường vương Chu Duật Kiện nối ngôi, lại cải miếu hiệu thành Uy Tông (威宗).
Nhà Thanh đặt miếu hiệu cho Sùng Trinh là Hoài Tông, nhưng theo lễ thì triều vua sau đối với vua triều trước không đặt miếu hiệu mà chỉ đặt thụy hiệu, nên vào tháng 11 năm Thuận Trị thứ 16 (1659) đã thay nội dung bia của lăng tẩm, chỉ đặt thụy hiệu cho ông là Trang Liệt Mẫn Hoàng đế (莊烈愍皇帝) , do đó các sách vở đời Thanh đều gọi tắt là Trang Liệt Đế hoặc Minh Mẫn Đế.

## Gia quyến
- Cha: Minh Quang Tông.
- Mẹ: Hiếu Thuần hoàng hậu Lưu thị (孝純皇后劉氏; 1588 - 1615).

### Hậu phi
- Hiếu Tiết Liệt hoàng hậu Chu thị (孝節烈皇后 周氏; 1610 - 1644), khi nhà Minh diệt vong tự vẫn tại Khôn Ninh cung. Thuận Trị Đế nhà Thanh, đặt thụy hiệu Hiếu Kính Trinh Liệt Từ Huệ Trang Mẫn Thừa Thiên Phối Thánh Đoan Hoàng hậu (孝敬貞烈慈惠莊敏承天配聖端皇后). Tháng 11 năm Thuận Trị thứ 16, cải thụy hiệu thành Trang Liệt Mẫn Hoàng hậu (莊烈愍皇后). Nam Minh Hoằng Quang Đế đặt thụy hiệu là Hiếu Tiết Trinh Túc Uyên Cung Trang Nghị Phụng Thiên Tĩnh Thánh Liệt Hoàng hậu (孝節貞肅淵恭莊毅奉天靖聖烈皇后).
- Cung Thục Hoàng quý phi (恭淑皇貴妃, 1611 - 1642), sủng phi của Sùng Trinh đế, tên là Điền Tú Anh (田秀英), cha là Điền Hoằng Ngộ (田弘遇), mẹ là Ngô thị (吳氏). Mất năm 1642 vì bệnh, thụy Cung Thục Đoan Huệ Tĩnh Hoài Hoàng quý phi (恭淑端惠靜懷皇貴妃). Hạ sinh được 4 hoàng tử.
- Viên Quý phi (袁貴妃; 1616 - 1654), con gái của Viên Hữu (袁祐), một sủng phi của Sùng Trinh đế. Là phi tần duy nhất của ông còn sống sau khi nhà Minh sụp đổ, được nhà Thanh chu cấp sinh hoạt phí. Bà sinh được một hoàng nữ nhưng chết sớm, không rõ tên.
- Vương Thuận phi (王順妃; ? - 1629), nguyên là Tuyển thị. Có thuyết cho rằng bà là sinh mẫu của Trường Bình công chúa, vì mất ngay sau khi sinh nên Chu Hoàng hậu nhận nuôi công chúa.
- Thẩm phi (沈妃) (?-1644) , không rõ tên.[42]
- Hai chị em Vương phi (王妃) (?-1644) [42]
- Lưu phi (劉妃) (?-1644) [42]
- Bàng phi (方妃) (?-1644)[42]
- Vưu phi (尤妃) (?-1644) [42]
- Phạm thị , nguyên là Tuyển thị ,được Cung Thục Hoàng Quý phi dạy đàn.
- Tiết thị , nguyên là Tuyển thị , được Cung Thục Hoàng Quý phi dạy đàn.
- Dạng Diễm cơ (養豔姬) , nguyên là nhạc nữ , Minh triều diệt vong thì xuất gia làm đạo cô.[43][44]
- Lận Uyển Ngọc (藺婉玉) , cháu gái thái giám Lận Khanh (藺卿) , nguyên là nhạc nữ , Minh triều diệt vong thì xuất gia làm đạo cô.[43][44]
- Một số ngự thiếp khác không rõ phong hiệu

### Con trai
| TT | Họ tên              | Tước vị                   | Sinh                | Mất                 | Mẹ                       | Ghi chú |
| -- | ------------------- | ------------------------- | ------------------- | ------------------- | ------------------------ | --- |
| 1  | Chu Từ Lãng 朱慈烺  | Hiến Mẫn Thái tử 獻愍太子 | 26 tháng 2 năm 1629 | tháng 6 năm 1644    | Hiếu Tiết Liệt hoàng hậu | Lập làm Thái tử năm 1630, sau bị giết dưới triều Đại Thuận Hoằng Quang đế truy phong Hiến Mẫn Thái tử (獻愍太子) Lỗ vương Chu Dĩ Hải truy thụy là Điệu hoàng đế (悼皇帝) |
| 2  | Chu Từ Huyễn 朱慈烜 | Hoài Ẩn vương 懷隱王      | 15 tháng 1 năm 1630 | 15 tháng 1 năm 1630 | Hiếu Tiết Liệt hoàng hậu | Chết non |
| 3  | Chu Từ Quýnh 朱慈炯 | Định Ai vương 定哀王      | 1632                | ?                   | Hiếu Tiết Liệt hoàng hậu | Mất dưới triều Đại Thuận Nhà Nam Minh truy phong Định Ai vương (定哀王)                                                                                                  |
| 4  | Chu Từ Chiếu 朱慈炤 | Vĩnh Điệu vương 沅怀王    | 1632                | ?                   | Cung Thục Hoàng quý phi  | Mất dưới triều Đại Thuận Nhà Nam Minh truy phong Vĩnh Điệu vương (沅怀王)                                                                                                |
| 5  | Chu Từ Hoán 朱慈煥  | Điệu Linh vương 悼靈王    | 1633                | 1637                | Cung Thục Hoàng quý phi  | Bạo bệnh rồi chết khi mới 5 tuổi Có thuyết cho là còn sống và bỏ trốn về Giang Nam                                                                                       |
| 6  | Chu Từ Sán 朱慈燦   | Điệu Hoài vương 悼懷王    | 1637                | 1639                | Cung Thục Hoàng quý phi  | Chết non |
| 7  | không rõ            | Điệu Lương vương 悼良王   | ?                   | ?                   | Cung Thục Hoàng quý phi  | Mất khi mới 3 tuổi, không rõ sinh mất |

### Con gái
| Họ tên            | TT | Tước vị                        | Sinh | Mất  | Mẹ                       | Ghi chú                                                                                           |
| ----------------- | -- | ------------------------------ | ---- | ---- | ------------------------ | ------------------------------------------------------------------------------------------------- |
| không rõ          | 1  | Khôn Nghi Công chúa 坤仪公主   | ?    | ?    | Hiếu Tiết Liệt hoàng hậu | Mất sớm, có thể là bị Sùng Trinh đế giết                                                          |
| Chu Mỹ Sác 朱媺娖 | 2  | Trường Bình Công chúa 長平公主 | 1629 | 1646 | Vương Thuận phi          | Bị Sùng Trinh đế chém mất 1 cánh tay nhưng thoát chết Qua đời dưới thời Thuận Trị trong sự uất ức |
| không rõ          | 3  | Chiêu Nhân công chúa 昭仁公主  | 1639 | 1644 | Viên Quý phi             | Bị Sùng Trinh đế chém chết                                                                        |

Ngoài ra còn 3 hoàng nữ mất sớm, không thấy ghi chép thông tin gì thêm.

## Nhận định
Có những ý kiến khác nhau đánh giá về Minh Tư Tông Chu Do Kiểm. Đương thời, Minh sử là sách do nhà Thanh soạn cho rằng Chu Do Kiểm mất nước vì không may mắn, còn bản thân ông là vị vua tốt, siêng năng cần cù làm việc, chọn cái chết vẻ vang
Cát Kiếm Hùng cho rằng Minh Tư Tông là người ngang bướng cố chấp, chỉ muốn làm theo ý mình. Mặt khác, tuy cho rằng Minh Tư Tông nói câu "Trẫm không phải là vua mất nước" là muốn che giấu lỗi lầm của mình, nhưng Cát Kiếm Hùng cũng đồng tình với ý kiến cho rằng ông là vị vua không gặp may, vì những yếu tố làm dấy lên phong trào nông dân phản kháng triều đình đã hình thành từ những đời vua trước.
An Tác Chương nhìn nhận Minh Tư Tông chỉ là vị vua tầm thường, hôn quân bất tài, tính tình hay thay đổi; tự cao tự đại không chịu nhìn nhận lỗi lầm của mình, làm mất lòng tin của quân dân cả nước.
Hồ Hán Sinh cho rằng Sùng Trinh gặp tình hình khó khăn đã vội vã và nôn nóng muốn thay đổi cục diện, dẫn tới hàng loạt quyết sách sai lầm, trong đó có vấn đề nhân sự; lại thêm lòng dạ hẹp hòi, thích xu nịnh, đa nghi, ghét lời nói thẳng… làm cho tham vọng trị quốc an dân, chấn hưng nhà Minh của ông hoàn toàn sụp đổ.
Nhận xét chung, Minh Tư Tông là một ông vua có lòng chấn hưng đất nước sau nhiều năm triều chính rối ren, nhưng tiếc là sự mục nát của triều đình tích lũy qua nhiều triều vua trước đã trở nên quá nghiêm trọng. Bản thân ông không đủ tài năng để xoay chuyển tình thế đã quá xấu, "muốn làm việc thì khí số đã hết". Dù làm vua chăm chỉ, quan tâm đến nhân dân nhưng cuối cùng ông lại chịu cảnh mất nước, giống như Hán Hiến Đế, Đường Chiêu Tông, Kim Ai Tông trước kia.
Tội nghiệp thay cho Sùng Trinh, dù cố gắng chống đỡ nhưng vẫn không cứu vãn được cơ nghiệp nhà Minh, lại bị gian thần hãm hại, trung lương chẳng còn mấy người, nên lâm phải cảnh nước mất nhà tan, phải tự vẫn trong uất ức, gián tiếp chứng kiến nhà Minh diệt vong cùng với mình. Sau khi ông chết, dẫu Nam Minh có trụ được hơn 18 năm, vẫn phải tiêu vong.